# Бутова смуга
Бутова смуга, Породна смуга, Породна стіна (рос. бутовая полоса (породная полоса, породная стена), англ. rubble band; нім. Bergerippe f, Bergedamm m) — у гірництві — закладальний масив у формі смуги в гірничій виробці.
Б.с. застосовують при розробці тонких пластів, жил і лінз корисної копалини, в лавах, при управлінні покрівлею частковим обрушенням і частковою закладкою (особливо при нестійких породах), а також для охорони виробок, в тому числі при проведенні їх широким вибоєм. Для створення Б.с. в лавах використовують породу, що видобувається в бутових штреках або залишається від проведення виробок. Розташовують Б.с. за простяганням або за падінням пласта; ширина 6-12, іноді 4-6 м. На крутих пластах Б.с. утримуються з боку падіння костровим (клітьовим) кріпленням. Кількість і ширина Б.с. повинні забезпечувати утримання осн. покрівлі від обвалення.